# João de Barros

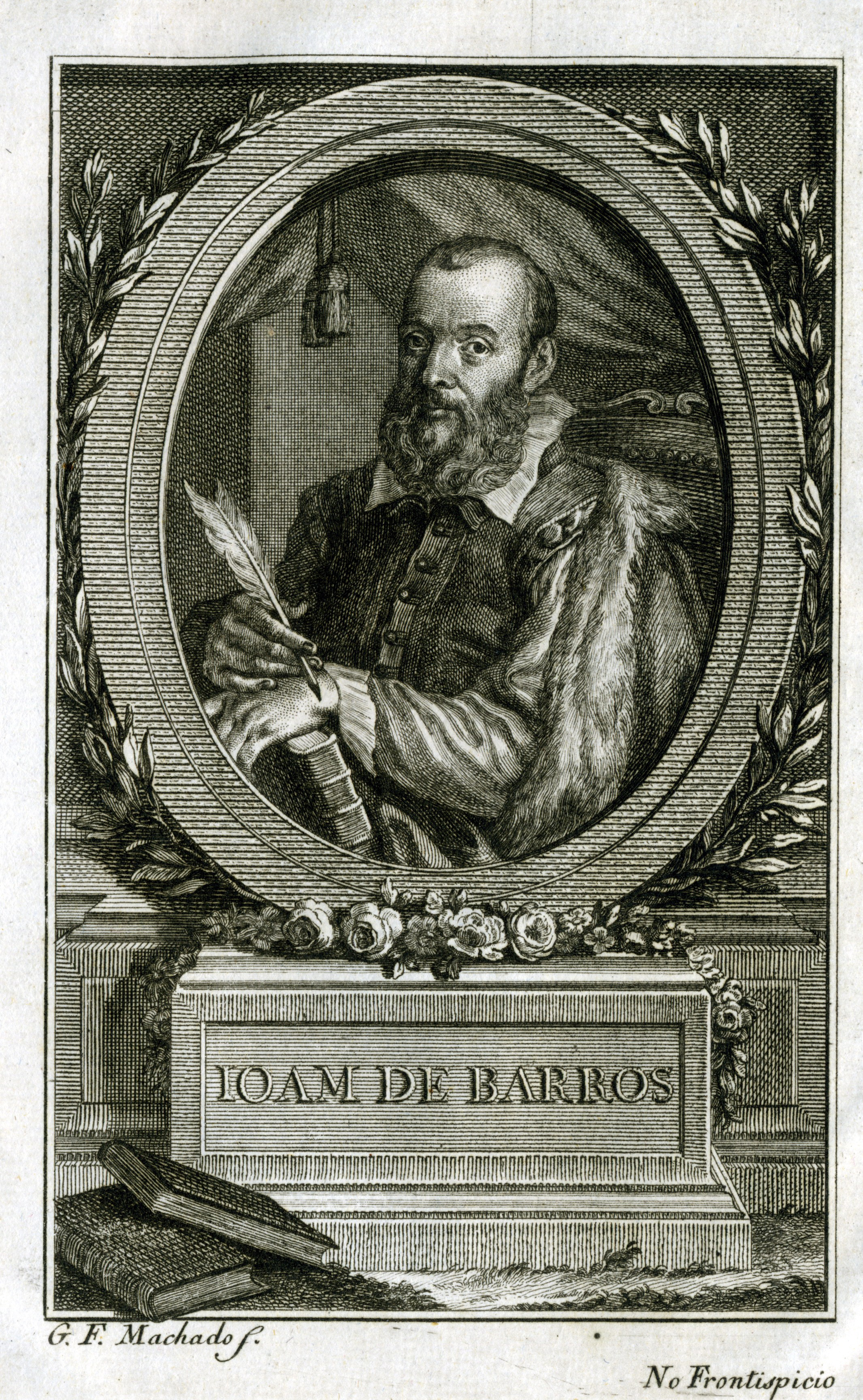
João de Barros

João de Barros (n. 1496 — d. 1570) a fost un istoric portughez și unul dintre pionierii gramaticii limbii portugheze.

## Viața și opera

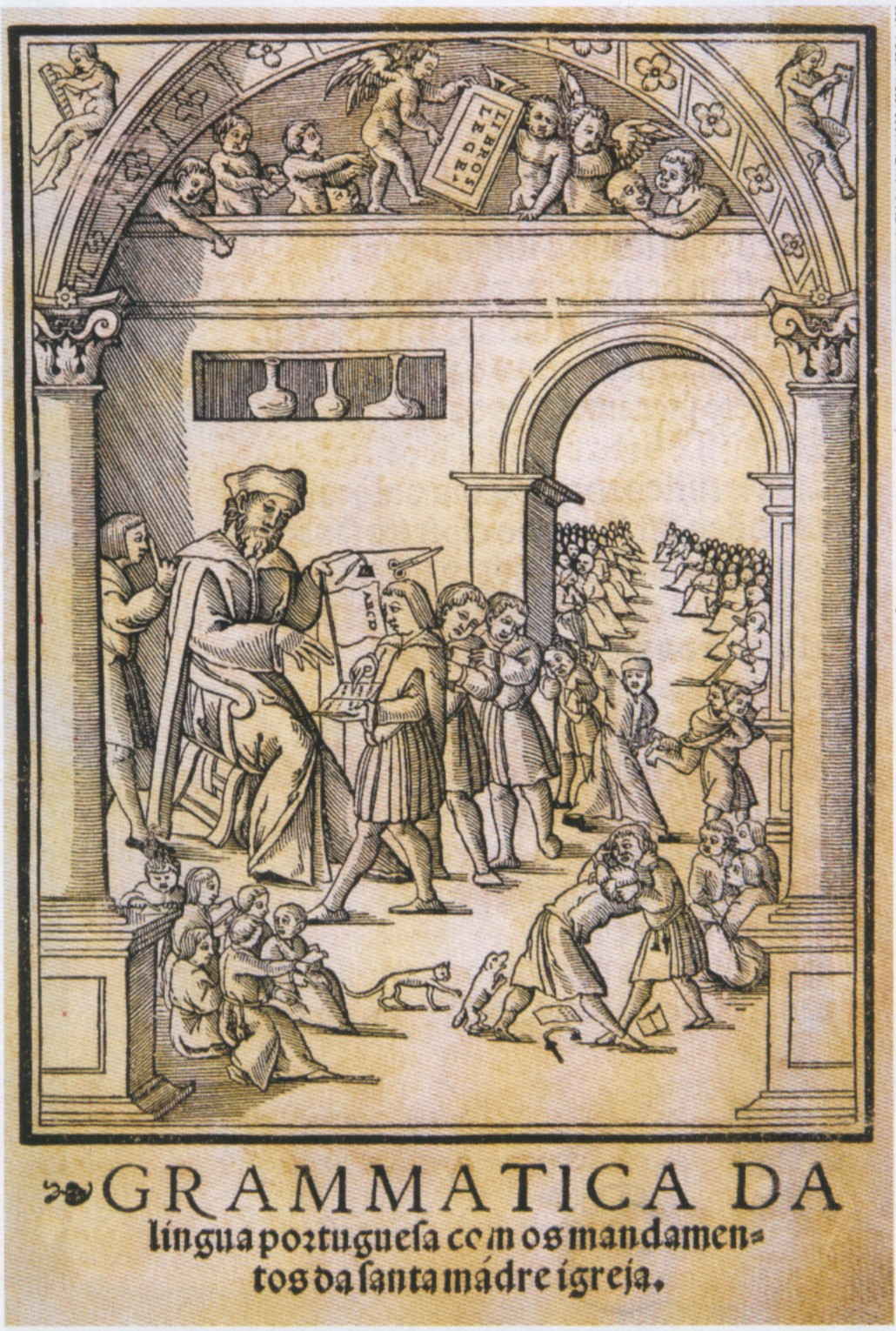
Coperta operei Grammatica, (1539)

Funcționar în administrația colonială, iar mai târziu administrator al Casei de India, a debutat cu un roman cavaleresc. Rhopica Pnefma (editia I, 1534) fiind cea de-a doua operă importantă a sa. Timp de mai multe secole, Barros a fost cunoscut doar ca autor al lucrării Décadas, Rhopica a dispărut din circulație după ce a fost interzisă, în 1581, de cenzura inchizitorială.

## Rhopica Pnefma
Titlul, grecesc, înseamnă în portugheză „marfă spirituală”. Este vorba de un dialog între Inteligență, Voință și Timp, care vor să treacă râul Morții, și Rațiune, care le impiedică trecerea pentru că nu au dat drept obol decât păcate. Aceștia insistă încercând să demonstreze nemurirea Sufletului. Discuțiile prilejuiesc o critică virulentă a clerului, a nobilimii și a evreilor, indubitabil inspirată de ideile lui Erasm, amintind-o, prin violența și adresa sa, pe cea făcută de Gil Vicente.

## Opere
- Crónica do Imperador Clarimundo (1522) (versiune digitală)
- Rhopicapneuma ou Mercadoria Espiritual (1532)
- Grammatica da Língua Portuguesa com os Mandamentos da Santa Madre Igreja (1540) (versiune digitală)
- Diálogo da Viciosa Vergonha (1540) (versiune digitală)
- Diálogo sobre Preceitos Morais (1540) (versiune digitală)
- Diálogo Evangélico sobre os Artigos da Fé (1543)
- Panegíricos: 
  - de D. João III (1533)
  - da Infanta D. Maria (1555)
- Décadas da Ásia. Volumes I (1552), II (1553), III (1563) e IV (1615) (versiune digitală)